# Iglesia de San Pedro Apóstol (Játiva)
La iglesia parroquial de San Pedro Apóstol se encuentra en la plaza del mismo nombre, en el antiguo barrio del mercado, de la localidad de Játiva, en la comarca de La Costera, de la provincia de Valencia. Se sitúa frente al convento de San Onofre el viejo (único ejemplar intacto de la arquitectura conventual del XVIII) y está considerada una iglesia de las más antiguas de la ciudad, y fue durante mucho tiempo, junto a la iglesia de Santa Tecla y la Seo, uno de los tres focos cristianos de la ciudad tras la conquista cristiana. Está catalogada como Bien de interés cultural, y desde el 25 de marzo de 1983, tiene anotación ministerial con el número R-I-51-0004839.

## Historia
Según la tradición, se ha fijado la fecha de su constitución justo después de la llegada de Jaime I de Aragón, que tuvo lugar en 1244. Se considera lógico pensar que tras consagrar la Mezquita Mayor de Santa María, se pusiera bajo la advocación de San Pedro la mezquita del barrio en el cual los musulmanes celebraban el mercado. Ya en el siglo XIV, se construiría la nueva iglesia. En este templo se bautizaron entre otros Rodrigo de Borja, Papa Alejandro VI. Estuvo bajo la dependencia de la Colegiata o Seo de Játiva, pero en el siglo XVIII, el arzobispo de Valencia Fabián y Fuero, dividió las parroquias de Játiva, erigiendo en Parroquia San Pedro, consiguiendo su independencia de la Seo, y cobrando por ello más protagonismo. En cambio, en 1902 perdió el título de parroquia, descendiendo de categoría, volviendo a estar bajo la Seo, hasta que en 1953 volvió a ser parroquia.
Tras el incendio de Játiva en 1707, se restauró el templo según la concepción barroca, se alargó la nave, se construyeron capillas laterales y se cambió la puerta de acceso, lo cual llevó a la pérdida y solapamiento de numerosos elementos góticos, al construirse una bóveda de cañón con lunetos falsos. Los documentos existentes muestran que estas obras concluyeron antes del terremoto de 1748, pues tras el mismo se realizó un informe en que se señalaban los daños en la iglesia. Algunos autores consideran que la ampliación de la nave y la colocación de capillas entre contrafuertes, son obras realizadas antes del incendio.
En el siglo XX, fue declarada Monumento Histórico-Artístico, iniciándose desde 1988 hasta 1995 su restauración, en la que se trató de mostrar el carácter gótico original del edificio, lo cual supuso la eliminación de multitud de añadidos del siglo XVIII, pudiéndose incluso contemplar en el lado norte, el artesonado policromado original, con figuras y escudos heráldicos y pinturas murales del siglo XVI, de temática religiosa; pese a ello el último tramo y la cabecera se han dejado con el recubrimiento rococó, a modo de testigo. Esta restauración permitió también descubrir 26 criptas en el subsuelo, las cuales son una muestra de toda la historia del templo y a las que se puede acceder desde el ángulo nordeste de la iglesia.

## Descripción
Su estructura es sencilla y funcional, con planta rectangular de arcos diafragma, según el sistema constructivo llamado gótico de reconquista, que dividen la nave en cuatro tramos y techumbre de madera policromada con motivos geométricos, vegetales, zoomórficos y heráldicos. El muro norte conserva parte del aspecto medieval como la puerta de arcos ojivales.
El presbiterio es un añadido de finales del siglo XVII. Conserva tres valiosos retablos. El mayor está dedicado a San Pedro y San Pablo, que está formado por ocho tablas pintadas hacia 1400 por un maestro anónimo del período llamado gótico internacional, y otras quince tablas de los siglos XVI y XVII; el retablo de San Miguel y San Jorge, encargado por Guerau de Castellvert, pariente de Alejandro VI, que es obra del Maestro de Játiva (Maestro de los Artés). Y por último, el retablo de los Siete Gozos y Dolores de María, influido por el arte de Rodrigo de Osona, una de las obras sobre tabla más refinadas que se conservan en la ciudad.